# John Byron (1er baron Byron)
John Byron, 1er baron Byron (1599, Newstead, Nottinghamshire - 23 août 1652, Paris) est un noble anglais, royaliste, homme politique, pair et partisan de Charles Ier pendant la guerre civile anglaise.

## Biographie
Il est le fils de John Byron de Newstead Abbey, Nottinghamshire, et Anne Molyneux. Son grand-père, un autre John Byron, représente le Nottinghamshire au Parlement. Le futur premier baron fait ses études au Trinity College de Cambridge. Il succède à son père à la mort de ce dernier le 28 septembre 1625.
Il est élu député de Nottingham en 1624 et 1626. Il est fait chevalier (KB) en 1626 et est ensuite élu député pour le Nottinghamshire en 1628. Il est également haut shérif du Nottinghamshire en 1634, puis lieutenant de la tour de Londres, de décembre 1641 à février 1642.
Lorsque la guerre civile commence, il rejoint le roi à York. Il est engagé dans la cause des royalistes tout au long des guerres civiles et au-delà. Après que Byron se distingue lors de la Première bataille de Newbury le roi Charles le créé baron Byron en octobre 1643 et le nomme commandant des forces royalistes dans le Lancashire et le Cheshire. Cependant, il est vaincu à la bataille de Nantwich en 1644 et contraint de se retirer à Chester. Il marche ensuite avec les forces du prince Rupert dans le Yorkshire et commande le flanc droit royaliste à la bataille de Marston Moor en juillet 1644, mais après que ses troupes sont mises en déroute par des forces parlementaires numériquement supérieures, il se retire à Carnarvon et démissionne de son commandement. Il défend cependant le Château de Caernarfon avec compétence pour la cause royaliste, résistant à de longs sièges avant de finalement le rendre aux forces parlementaires en 1646.
Lord Byron est décédé en 1652, sans enfant, en exil à Paris, et est remplacé par son frère aîné Richard Byron (2e baron Byron) (né en 1606).

## Famille
Lord Byron épouse Cecilia West, fille de Thomas West (3e baron De La Warr) et en secondes noces Eleanor Needham (1627-1664), fille de Robert Needham (2e vicomte Kilmorey). Eleanor est célèbre pour sa beauté; Peter Lely la peint comme Sainte-Catherine et selon le journal intime Samuel Pepys, elle est la 17e maîtresse de Charles II .